# Orangerie Weyhern
Die Orangerie Weyhern ist ein Gebäude, das zum Schloss Weyhern in der oberbayerischen Gemeine Egenhofen gehört. Das Gebäude wurde vor ungefähr 300 Jahren erbaut.

## Geschichte
Quellen zu den Anfängen der Orangerie sind nur spärlich vorhanden.
Erbaut im 18. Jahrhundert, wurde das Gebäude für das Überwintern von nicht frostsicheren Kübelpflanzen und zum Lagern von Zitrusfrüchten genutzt.
2009 wollte Hubert Maier das Haus sanieren, eine Galerie für Kunsthandwerk eröffnen und eine Wohnung schaffen. Da früher auf der Südseite eine Glasscheibe war und der alte Besitzer das Glas gegen eine solide Mauer eintauschte, lastete zu viel Masse auf dem Gewölbe. Als man dann bei der Trockenlegungsarbeit war, stürzte die Südseite ein. Verletzt wurde niemand. Der Bau wurde nicht fortgeführt.
2011 wurde das Gebäude verkauft und ging wieder in Privatbesitz.

## Lage
Die Orangerie ist mit dem Auto über die A8 zu erreichen außerdem fährt eine Buslinie (871) die Haltestelle Weyhern an.
In der Nähe von der Orangerie gibt es eine St. Nepomuk -Feldkapelle, einen Sommerkeller und ein Schloss.